# 주원성
주원성(1964년 6월 6일 ~ )은 대한민국의 배우이다.

## 학력
- 서울예술대학

## 출연작

### 영화
- 《댄스 댄스》 (1999년) - 재헌 역
- 《박봉곤 가출 사건》 (1996년) - 춤선생 역
- 《네 멋대로 해라》 (1992년) - 박민우 역

### 드라마
- 《심야병원》 (2011년, MBC) - 나경을 스카웃 한 의사 역 (특별출연)
- 《심야식당》 (2015년, SBS) - 돌팔이 역

### 뮤지컬 & 연극
- 《허풍》 (2012년) - 한부자 역
- 《키스앤메이크업》 (2010년) - 하찬은 역
- 《여보 고마워》 (2009년)
- 《샤우팅》 (2009년) - 기획사 사장 역
- 《해어화》 (2007년) - 유도원 역
- 《패션 오브 더 레인》 (2006년)
- 《찰리브라운》 (2006년) - 스누피 역
- 《루나틱》 (2005년) - 나제비 역
- 《하드락 카페》 (2004년)
- 《사랑은 비를 타고》 (2004년)
- 《와이키키 브라더스》 (2004년)
- 《토요일밤의 열기》 (2003년) - 토니 역
- 《틱틱붐》 (2001년) - 존 역
- 《렌트》 (2000년) - 엔젤 역
- 《방황하는 별들》 (1985년)

## 수상
- 2002년 제8회 한국뮤지컬대상 인기스타상
- 1995년 제1회 한국뮤지컬대상 신인연기자상

## 같이 보기
- 전수경